# Liste des anciennes boucles locales de randonnée en Gironde
Cette page est une annexe de l'article « Randonnée en Gironde ».
Le regroupement de ces anciens chemins de randonnée en cantons et en autre divisions administratives est en accord avec le regroupement qu'on trouve sur les vieilles cartes de randonnées et sur les Plans Départemental des Randonnées qu'on trouve sur le terrain. Il n'est pas nécessairement le même que le découpage territorial administratif en cantons actuellement en vigueur.
L'abréviation « BL » est « boucle locale ».

## Boucles locales duHaut Entre-Deux-Mers

### Canton de La Réole[1],[2]
| N° | Nom                      | Commune de départ           | Lieu de départ                    | Distance | Panneaux de direction | Remarques |
| -- | ------------------------ | --------------------------- | --------------------------------- | -------- | --------------------- | --- |
| 20 | BL de Barbenègre         | Fossès-et-Baleyssac         | Mairie                            | 12 km    |                       | Lieu-dit Barbenègre au sud de la commune, en fait dans la commune limitrophe de Mongauzy. À ne pas confondre avec le lieu-dit du même nom à l'ouest de la commune de Sainte-Gemme. |
| 21 | BL du Mirail             | La Réole                    | Parking proche de la piscine      | 3,7 km   |                       | |
| 22 | BL de Lavison            | Loubens                     | Mairie                            | 8 km     |                       | Château de Lavison |
| 23 | BL du Mec                | Mongauzy                    | Église de Saint-André du Garn     | 7,9 km   |                       | Hameau du Mec au nord-ouest de la commune |
| 24 | BL du Médier             | Mongauzy                    | Place de l'église                 | 7,5 km   |                       | Médier (ruisseau) |
| 25 | BL de Bramefaim          | Saint-Hilaire-de-la-Noaille | Parking proche de l'église        | 10,5 km  |                       | |
| 26 | BL du Marquelot          | Saint-Hilaire-de-la-Noaille | Parking proche de l'église        | 6,5 km   |                       | Marquelot (ruisseau) |
| 27 | BL du Cheval Blanc       | Saint-Sève                  | Mairie                            | 13,2 km  |                       | Lieu-dit Cheval Blanc à l'est de la commune vers Saint-Hilaire-de-la-Noaille. |
| 77 | Boucle locale du Réolais | Bagas                       | Bords du Dropt                    | 23 km    |                       | |
| 78 | BL Rive Gauche           | Blaignac                    | Église                            | 23 km    |                       | |
| 79 | BL des Trois Bornes      | Camiran                     | Église                            | 11,6 km  |                       | |
| 80 | BL des Tuileries         | Casseuil                    | Aire du Dropt / mairie de Morizès | 18,5 km  |                       | Tuilerie Périer au lieu-dit les Tuileries |
| 81 | BL de Caudrot            | Caudrot                     | Centre bourg                      | 10 km    |                       | |
|    | BL Lorette               | Saint-Michel-de-Lapujade    | Hameau de Lorette                 | 5 km     |                       | L'église Notre-Dame-de-Lorette |
|    | BL Les Aubraies          | Sainte-Gemme                |                                   | 7 km     |                       | Lieu-dit les Aubraies au sud de la commune |
|    | BL Le Moulin             | Saint-Martin-du-Puy         |                                   | 5 km     |                       | |
|    | BL La Sainte-Émilionne   | Rimons                      | Parking face à la mairie          | 4,5 km   |                       | |
|    | BL de Mesterrieux        | Mesterrieux                 | Église de Mesterrieux             | 6,3 km   |                       | |
|    | BL La Font des Bois      | Coutures-sur-Drot           | Mairie                            | 9 km     |                       | |
|    | BL La Bastide            | Monségur                    | Place Robert Darniche             | 2 km     |                       | |
|    | BL Les Châteaux          | Roquebrune                  | Mairie                            | 5,5 km   |                       | |
|    | BL Les Paloumayres       | Saint-Vivien-de-Monségur    |                                   | 16 km    |                       | À ne pas confondre avec les circuits départementaux « les Paloumayres » et « des Paloumayres ».                                                                                    |

### Canton de Sauveterre-de-Guyenne[3]
| N° | Nom                  | Commune de départ     | Lieu de départ | Distance | Panneaux de direction | Remarques                                                                       |
| -- | -------------------- | --------------------- | -------------- | -------- | --------------------- | ------------------------------------------------------------------------------- |
|    | BL de Toutifaut      | Mauriac               |                | 4,5 km   |                       |                                                                                 |
|    | BL de Launay         | Cazaugitat            |                | 4,5 km   |                       | Butte de Launay                                                                 |
|    | BL de la Vignague    | Saint-Hilaire-du-Bois |                | 9 km     |                       | La Vignague (rivière)                                                           |
|    | BL du Bon-Ami        | Soussac               |                | 6 km     |                       |                                                                                 |
|    | BL du Coucou         | Landerrouat           |                |          |                       |                                                                                 |
|    | BL du Val d'Engranne | Saint-Brice           |                | 10 km    |                       | L'Engranne (ruisseau)                                                           |
|    | BL de Martinon       | Gornac                |                | 10 km    |                       |                                                                                 |
|    | BL du Haut Benauge   | Coirac                |                |          |                       | Benauge (pays traditionnel)                                                     |
|    | BL de Monpezat       | Mourens               | Bourg          | 12 km    |                       | La chapelle Saint-Pierre de Monpezat, qui se trouve dans l'ouest de la commune. |
|    | BL du Pin Franc      | Pellegrue             |                | 6 km     |                       |                                                                                 |
|    | BL du Bois Bourru    | Pellegrue             |                | 16 km    |                       |                                                                                 |
|    | BL de Cayfas         | Listrac-de-Durèze     |                | 8 km     |                       |                                                                                 |
|    | BL de Durèze         | Listrac-de-Durèze     |                | 3 km     |                       | Durèze (ruisseau)                                                               |
|    | BL de Blasimon       | Blasimon              |                | 14 km    |                       |                                                                                 |
|    | BL du Bois des Dames | Blasimon              |                | 9 km     |                       |                                                                                 |
|    | BL de Sallebruneau   | Sauveterre-de-Guyenne |                | 17 km    |                       | Commanderie de Sallebruneau                                                     |
|    | BL de Goumeron       | Sauveterre-de-Guyenne |                | 13 km    |                       |                                                                                 |
|    | BL Les Pommiers      | Sauveterre-de-Guyenne |                | 9 km     |                       | Château de Pommiers                                                             |

## Boucles locales desLandes GirondinesEst[1]

### Canton d'Auros
| N° | Nom                      | Commune de départ    | Lieu de départ           | Distance | Panneaux de direction | Remarques                                                     |
| -- | ------------------------ | -------------------- | ------------------------ | -------- | --------------------- | ------------------------------------------------------------- |
| 28 | Boucle Cadane            | Aillas               | Centre bourg             | 12,4 km  |                       |                                                               |
| 29 | Boucle du Moulin d'Auros | Auros                | Centre bourg             | 10 km    |                       |                                                               |
| 30 | BL L'Imbarradys          | Barie                | Centre bourg             | 7 km     |                       |                                                               |
| 31 | BL Les Eaux Mêlées       | Barie                | Centre bourg             | 16 km    |                       |                                                               |
| 32 | Boucle du Moulin de Piis | Bassanne             | Église                   | 2,6 km   |                       | Le moulin fortifié de Piis.                                   |
| 33 | BL Les Deux Rives        | Castillon-de-Castets | Église                   | 6,5 km   |                       |                                                               |
| 34 | BL Les Hounts            | Coimères             | Bourg                    | 5,5 km   |                       |                                                               |
| 35 | Boucle des Deux Églises  | Pondaurat            | Église                   | 11 km    |                       | L'église Saint-Antoine et l'église Saint-Martin-de-Monphélix. |
| 36 | Boucle la Bassanne       | Savignac             | Centre bourg             | 12,7 km  |                       |                                                               |
| 37 | Boucle du Lac            | Sigalens             | Église                   | 11 km    |                       |                                                               |
| 38 | Boucle de Terrebas       | Sigalens             | Église d'Aillas-le-Vieux | 10,5 km  |                       |                                                               |

### Canton de Bazas
| N° | Nom                        | Commune de départ | Lieu de départ | Distance | Panneaux de direction | Remarques |
| -- | -------------------------- | ----------------- | -------------- | -------- | --------------------- | --------- |
| 39 | BL de Bernos (Labarie)     | Bernos-Beaulac    |                | 6,5 km   |                       |           |
| 40 | BL de Bernos (La Graville) | Bernos-Beaulac    |                | 14,5 km  |                       |           |
| 41 | BL de Beaulac              | Bernos-Beaulac    |                | 9,5 km   |                       |           |
| 42 | BL de Cazats               | Cazats            | Bourg          | 14,7 km  |                       |           |
| 43 | BL de Cudos                | Cudos             | Église         | 7 km     |                       |           |
| 44 | BL du Nizan                | Le Nizan          | Bourg          | 2,8 km   |                       |           |
| 45 | BL de Sauviac              | Sauviac           | Bourg          | 5,8 km   |                       |           |

### Canton de Captieux
| N° | Nom              | Commune de départ         | Lieu de départ              | Distance | Panneaux de direction | Remarques |
| -- | ---------------- | ------------------------- | --------------------------- | -------- | --------------------- | --------- |
| 46 | BL Robin Bouchon | Captieux                  | Mairie                      | 13,7 km  |                       |           |
| 47 | BL Robin Seguin  | Captieux                  | Mairie                      | 6,7 km   |                       |           |
| 48 | BL de la Gorse   | Escaudes                  | Église                      | 7,3 km   |                       |           |
| 49 | BL d'Escaudes    | Escaudes                  | Église                      | 8 km     |                       |           |
| 50 | BL de Giscos     | Giscos                    | Église                      | 7,8 km   |                       |           |
| 51 | BL de Lartigue   | Lartigue                  | Église                      | 2,7 km   |                       |           |
| 52 | BL de St-Michel  | Saint-Michel-de-Castelnau | Carrefour centre du village | 4,6 km   |                       |           |

### Canton de Cadillac
| N° | Nom                              | Commune de départ       | Lieu de départ                             | Distance  | Panneaux de direction | Remarques                          |
| -- | -------------------------------- | ----------------------- | ------------------------------------------ | --------- | --------------------- | ---------------------------------- |
|    | Boucle de Béguey                 | Béguey                  | Place de l'Œuille                          | 5,5 km    |                       |                                    |
|    | Boucle de Cadillac               | Cadillac                | Place de l'Œuille                          | 9,9 km    |                       |                                    |
| 53 | BL de Monprimblanc et de Loupiac | Monprimblanc ou Loupiac | Bourg de Monprimblanc ou église de Loupiac | 11,9 km   |                       |                                    |
| 54 | Boucle de Sainte-Croix           | Sainte-Croix-du-Mont    | Mairie, église                             | 10,125 km |                       | Décrite au site web de la mairie,. |

### Canton de Grignols
| N° | Nom                         | Commune de départ | Lieu de départ   | Distance | Panneaux de direction | Remarques                 |
| -- | --------------------------- | ----------------- | ---------------- | -------- | --------------------- | ------------------------- |
| 55 | BL de Cours-les-Bains/Auzac | Cours-les-Bains   | Centre bourg     | 11 km    |                       | ou Petite boucle du Lysos |
| 56 | BL de Campot                | Grignols          | Église de Campin | 4,7 km   |                       |                           |
| 57 | BL de Grignols              | Grignols          | Place du village | 11,8 km  |                       |                           |
| 58 | BL de Labescau              | Labescau          | Mairie           | 5,5 km   |                       |                           |
| 59 | BL de Lavazan               | Lavazan           | Église           | 3,2 km   |                       |                           |
| 60 | BL de Lerm-et-Musset        | Lerm-et-Musset    | Église           | 5 km     |                       |                           |
| 61 | BL de Bargasse              | Marions           | Église           | 4,4 km   |                       |                           |
| 62 | BL de Derch                 | Marions           | Église           | 7,4 km   |                       |                           |
| 63 | BL de Sendets               | Sendets           | Église           | 3,6 km   |                       |                           |

### Canton de Langon
| N° | Nom                       | Commune de départ       | Lieu de départ | Distance | Panneaux de direction | Remarques                                                                  |
| -- | ------------------------- | ----------------------- | -------------- | -------- | --------------------- | -------------------------------------------------------------------------- |
| 64 | BL les Vallons            | Bieujac                 | Église         | 12 km    |                       |                                                                            |
| 65 | BL le Vin Soleil          | Bommes                  | Halte nautique | 4,5 km   |                       |                                                                            |
| 66 | BL la Feuille et le Grain | Fargues-de-Langon       | Bourg          | 13,9 km  |                       |                                                                            |
| 67 | BL Élie Samson            | Langon                  | Quais          | 1 km     |                       |                                                                            |
| 68 | BL les Bariattes          | Langon                  | Quais          | 3,3 km   |                       |                                                                            |
| 69 | BL la Hounrède            | Léogeats                | Mairie         | 12,5 km  |                       |                                                                            |
| 70 | BL les Radjayres          | Léogeats                | Mairie         | 9 km     |                       |                                                                            |
| 71 | BL le Tucau               | Roaillan                | Bourg          | 5,2 km   |                       |                                                                            |
| 72 | BL le Carpe               | Saint-Loubert           | Église         | 2,9 km   |                       |                                                                            |
| 73 | BL les Jauberthes         | Saint-Pardon-de-Conques | Bourg          | 4,6 km   |                       | Château des Jaubertes (sic.)                                               |
| 74 | BL les Palus              | Saint-Pierre-de-Mons    | Bourg          | 3,1 km   |                       |                                                                            |
| 75 | BL Botrytis Cinéréa       | Sauternes               | Église         | 10,6 km  |                       | Botrytis cinerea (sic.) est la pourriture noble du vignoble du Sauternais. |
| 76 | BL de Ville en Vigne      | Toulenne                | Bourg          | 14 km    |                       |                                                                            |
| ?  | BL les Pescayres          | Toulenne                | Bourg          | 5 km     |                       |                                                                            |

### Canton de Podensac
| N° | Nom            | Commune de départ | Lieu de départ | Distance | Panneaux de direction | Remarques                         |
| -- | -------------- | ----------------- | -------------- | -------- | --------------------- | --------------------------------- |
| 82 | BL de Barsac   | Barsac            | Port de Barsac | 17,6 km  |                       |                                   |
| 83 | BL de Budos    | Budos             | Mairie         | 16,8 km  |                       | Décrite au site web de la mairie. |
| 84 | BL des Sources | Budos             | Mairie         | 7,9 km   |                       | Décrite au site web de la mairie. |
| 85 | BL de Cérons   | Cérons            | Église         | 9,2 km   |                       |                                   |
| 86 | BL d'Illats    | Illats            | Église         | 15,6 km  |                       |                                   |
| 87 | BL de Preignac | Preignac          | Mairie         | 6,6 km   |                       |                                   |
| 88 | BL de Pujols   | Pujols-sur-Ciron  | Église         | 11 km    |                       |                                   |
|    | BL de Podensac | Podensac          |                | 14 km    |                       |                                   |
|    | BL de Virelade | Virelade          |                |          |                       |                                   |
|    | BL d'Arbanats  | Arbanats          |                | 5,9 km   |                       |                                   |
|    | BL de Portets  | Portets           |                |          |                       |                                   |

### Canton de Saint-Macaire
| N° | Nom                             | Commune de départ       | Lieu de départ     | Distance | Panneaux de direction | Remarques |
| -- | ------------------------------- | ----------------------- | ------------------ | -------- | --------------------- | --------- |
| 89 | BL du Pian-sur-Garonne          | Le Pian-sur-Garonne     | Église             | 6,4 km   |                       |           |
| 90 | BL de Saint-André - la Laurence | Saint-André-du-Bois     | Bourg              | 8 km     |                       |           |
| 91 | BL de Saint-André - Carbouey    | Saint-André-du-Bois     | Bourg              | 3 km     |                       |           |
| 92 | BL de Saint-Germain-de-Grave    | Saint-Germain-de-Grave  | Bourg              | 8,8 km   |                       |           |
| 93 | BL de Saint-Laurent-du-Plan     | Saint-Laurent-du-Plan   | Bourg              | 9,8 km   |                       |           |
| 94 | BL de Saint-Maixant             | Saint-Maixant           | Église             | 8 km     |                       |           |
| 95 | BL de Saint-Martial             | Saint-Martial           | Église             | 10 km    |                       |           |
| 96 | BL de Saint-Pierre-d'Aurillac   | Saint-Pierre-d'Aurillac | Aire de la Garonne | 10 km    |                       |           |
| 97 | BL de Sainte-Foy-la-Longue      | Sainte-Foy-la-Longue    | Bourg              | 2,8 km   |                       |           |
| 98 | BL de Semens                    | Semens                  | Lieu-dit Chaigneau | 6,3 km   |                       |           |
| 99 | BL de Verdelais                 | Verdelais               | Bourg              | 3,3 km   |                       |           |

### Canton de Villandraut
| N°  | Nom               | Commune de départ | Lieu de départ         | Distance | Panneaux de direction | Remarques |
| --- | ----------------- | ----------------- | ---------------------- | -------- | --------------------- | --------- |
| 100 | BL de Lucmau      | Lucmau            | Centre bourg           | 16,5 km  |                       |           |
| 101 | BL de Noaillan    | Noaillan          | Place du village       | 15,5 km  |                       |           |
| 102 | BL de Pompéjac    | Pompéjac          | Église                 | 10,5 km  |                       |           |
| 103 | BL de Préchac     | Préchac           | Église                 | 11,8 km  |                       |           |
| 104 | BL d'Uzeste       | Uzeste            | Place de la Collégiale | 7,6 km   |                       |           |
| 105 | BL de Villandraut | Villandraut       | Pont de Villandraut    | 6,8 km   |                       |           |

## Boucles locales desLandes GirondinesOuest[8]
| N°  | Nom                            | Commune de départ     | Lieu de départ       | Distance   | Panneaux de direction | Remarques |
| --- | ------------------------------ | --------------------- | -------------------- | ---------- | --------------------- | --------- |
| 115 | BL de Balizac                  | Balizac               | Église               | 8 km A/R   |                       |           |
| 116 | BL de la Grand-Forge           | Belin-Béliet          | Église               | 7,7 km A/R |                       |           |
| 117 | BL de Bourideys                | Bourideys             | Église               | 5 km       |                       |           |
| 118 | BL de Guillos                  | Guillos               | Église               | 7 km       |                       |           |
| 119 | Tour du lac de Bousquey        | Hostens               |                      | 7,4 km     |                       |           |
| 120 | Tour du lac de Lamothe         | Hostens               |                      | 8,6 km     |                       |           |
| 121 | BL de Landiras no 1            | Landiras              | Église               | 6 km       |                       |           |
| 122 | BL de Landiras no 2            | Landiras              | Église               | 10 km      |                       |           |
| 123 | BL de Louchats                 | Louchats              | Église               | 19,6 km    |                       |           |
| 124 | BL Église du vieux Lugo        | Lugos                 |                      | 6 km A/R   |                       |           |
| 125 | BL de Origne                   | Origne                | Église               | 7,3 km     |                       |           |
| 126 | BL de Saint-Léger-de-Balson    | Saint-Léger-de-Balson |                      | 7 km       |                       |           |
| 127 | BL de Saint-Symphorien         | Saint-Symphorien      | Église               | 18,5 km    |                       |           |
| 128 | BL de l'Aouliougue             | Belin-Béliet ?        |                      | 29,5 km    |                       |           |
| 129 | BL du Tuzan                    | Le Tuzan              | lieu-dit «Jeanthieu» | 9,6 km     |                       |           |
| 130 | BL des Anguilleyrons et du Cam | Saint-Magne           | Église               | 8 km A/R   |                       |           |

## Autres boucles locales

### Canton de Créon
| N° | Nom                         | Commune de départ     | Lieu de départ | Distance | Panneaux de direction | Remarques |
| -- | --------------------------- | --------------------- | -------------- | -------- | --------------------- | --------- |
|    | BL de Fargues-Saint-Hilaire | Fargues-Saint-Hilaire |                | 3,5 km   |                       |           |
|    | BL de Carignan              | Carignan-de-Bordeaux  |                |          |                       |           |

### Canton de l'Entre-Deux-Mers
| N° | Nom                             | Commune de départ              | Lieu de départ | Distance | Panneaux de direction | Remarques |
| -- | ------------------------------- | ------------------------------ | -------------- | -------- | --------------------- | --------- |
|    | BL Max Garros                   | Capian                         |                | 10 km    |                       |           |
|    | Boucle de Soulignac             | Soulignac                      |                | 12 km    |                       |           |
|    | Boucle de Grangeneuve           |                                |                |          |                       | À Romagne |
|    | Boucle de Sauvagnac             |                                |                |          |                       | À Romagne |
|    | Boucle d'Escoussans             | Escoussans                     |                |          |                       |           |
|    | Boucle de Machique              | Ladaux                         |                |          |                       |           |
|    | Boucle de Saint-Pierre          | Saint-Pierre-de-Bat            |                | 8 km     |                       |           |
|    | Boucle des Pradelles            | Saint-Pierre-de-Bat            |                | 5 km     |                       |           |
|    | Boucle de l'Argile              | Cantois                        |                |          |                       |           |
|    | Boucle du château de Benauge    | Arbis                          |                |          |                       |           |
|    | Boucle de Donzac                | Donzac                         |                |          |                       |           |
|    | Boucle de Laromet               | Omet                           |                |          |                       |           |
|    | Boucle de Paillet et de Lestiac | Paillet ou Lestiac-sur-Garonne |                | 8 km     |                       |           |
|    | Boucle de Rions                 | Rions                          |                | 6 km     |                       |           |
|    | Boucle de Villenave             | Villenave-de-Rions             |                |          |                       |           |
|    | Boucle du Manoir                | Targon                         |                | 10 km    |                       |           |
|    | Boucle de Montarouch            | Targon                         |                | 11,5 km  |                       |           |